# کلرو اسید
کلرو اسید (به انگلیسی: Chlorous acid) با فرمول شیمیایی هیدروژنکلراکسیژن۲ یک ترکیب شیمیایی با شناسه پاب‌کم ۲۴۴۵۳ است. که جرم مولی آن 68.46 g/mol می‌باشد. 